# Macrobunus
Genre
Synonymes
- Myropsis Simon, 1898 nec Stimpson, 1871
- Charitonowia Strand, 1934
- Olybrius Roth, 1967

Macrobunus est un genre d'araignées aranéomorphes de la famille des Macrobunidae.

## Distribution
Les espèces de ce genre se rencontrent au Chili, en Argentine et en Afrique du Sud.

## Liste des espèces
Selon World Spider Catalog (version 25.0, 06/03/2024) :
- Macrobunus backhauseni (Simon, 1896)
- Macrobunus caffer (Simon, 1898)
- Macrobunus chilensis (Simon, 1889)
- Macrobunus madrynensis (Tullgren, 1901)
- Macrobunus multidentatus (Tullgren, 1902)

## Systématique et taxinomie
Myropsis Simon, 1898, préoccupé par Myropsis Stimpson, 1871, a été remplacé par Macrobunus par Roewer en 1955. Il est placé dans les Macrobunidae par Gorneau, Crews, Cala-Riquelme, Montana, Spagna, Ballarin, Almeida-Silva et Esposito en 2023.
Charitonowia est un nom de remplacement superflu.
Olybrius a été placé en synonymie par Lehtinen en 1967.

## Publication originale
- Tullgren, 1901 : « Contribution to the knowledge of the spider fauna of the Magellan Territories. » Svenska Expeditionen till Magellansländerna, vol. 2, no 10, p. 181-263.